# Johannes Gelbke

Johannes Gelbke

Johannes Woldemar Gelbke (* 19. Juli 1846 in Radeberg; † 1. März 1903 in Buffalo)  war ein deutscher Komponist, Chorleiter, Dirigent und Sänger. Bekannt wurde er vor allem in Deutschland durch sein Lied „Horch! Die alten Eichen rauschen ...“ (Heimkehr). Auch in den USA, wo er ab 1882 lebte und arbeitete, wirkte er als Komponist, Dirigent, Chorleiter und Sänger.

## Leben

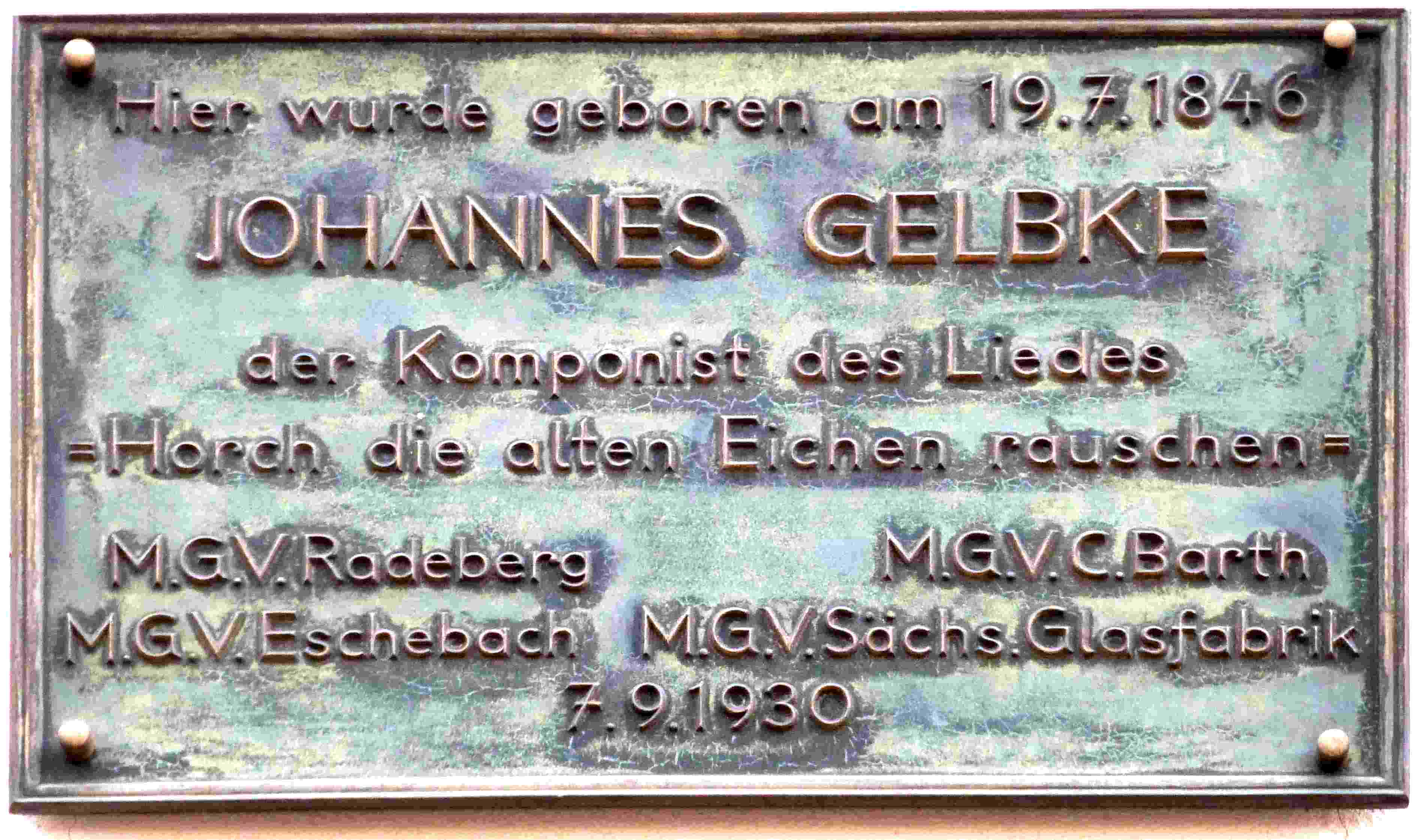
Gedenktafel an Gelbkes Geburtshaus, eingeweiht 1930

Johannes Gelbke wurde in Radeberg in der Stolpener Straße 7 geboren (heute Gedenktafel am Haus). Vater Ernst Ludwig Gelbke (* 1812 Radeberg, † unbek.) war „Roßarzt und Companieschmied in der hiesigen Königl. Sächs. Brigade Reiter Artillerie“ in der Radeberger Garnison.
Auf Empfehlung seiner Lehrer wurde Johannes nach dem Besuch der Radeberger Volksschule am „Gymnasium zum heiligen Kreuz Dresden“ (Kreuzschule) als Alumne (Internats-Schüler) und aufgrund seiner vorzüglichen Sopran-Stimme in den Alumnenchor (Dresdner Kreuzchor) aufgenommen. Der damalige Kantor des Kreuzchores und Komponist Julius Otto erkannte schnell die musikalischen Fähigkeiten des Jungen, führte ihn in die kirchliche Tonkunst ein und erteilte ihm Unterricht in Musiktheorie.

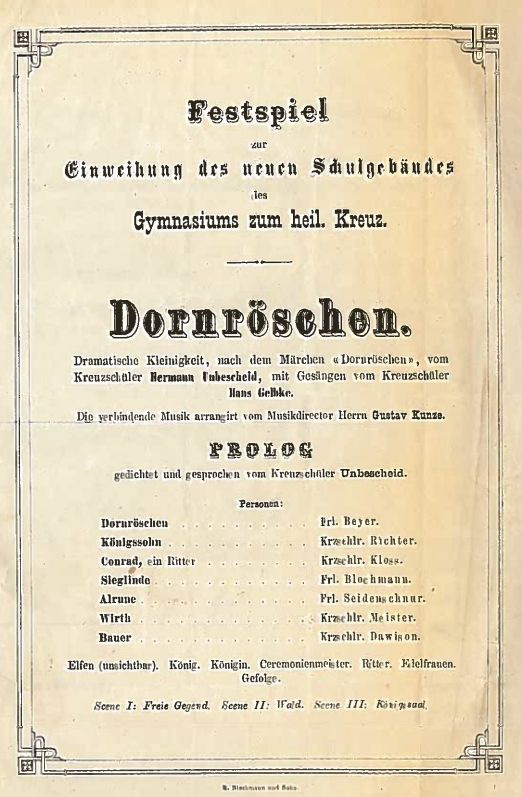
Titelblatt zu Gelbkes Singspiel „Dornröschen“ 1866

 Bereits hier komponierte der junge Gelbke Lieder und Kirchenchöre.
Am 30. April 1866, dem Vorabend der Einweihung des Neubaus der Kreuzschule am Dresdner Georgplatz, wurde im Saal des berühmten Lincke’schen Bades die „Dramatische Kleinigkeit: Dornröschen“ uraufgeführt, ein vom Kreuzschüler Hermann Unbescheid (späterer Studienrat und Prof. Dr.) geschriebenes und von Johannes Gelbke vertontes Singspiel. Am Abend des Weihetages, dem 1. Mai 1866, ist im Beisein des Königs und der sächsischen Prinzen die Aufführung wiederholt worden. Dieser Erfolg ist für den Kreuzschüler Johannes Gelbke Motiv gewesen, sich nach Ablegung des Abiturs 1868 gänzlich der Musik zu widmen.
Gelbke ging 1868 nach Leipzig und besuchte dort das „Königliche Konservatorium der Musik“ in den Fächern Komposition, Theorie und Klavier. Sein  Examen legt er bei Ignaz Moscheles ab. Lehrer in Theorie und Komposition waren u. a. Thomaskantor Prof. Friedrich Richter und Dr. Oscar Paul. An der Universität Leipzig war Gelbke Gasthörer in Musikgeschichte und Akustik. Mit dieser soliden Ausbildung wurde er Musiklehrer (Gesang und Klavier) in Leipzig und wirkte als Gesangsvereins-Dirigent. Ab 1869 leitete er auch mehrere Gesangsvereine in Wurzen.

1882 erhielt Gelbke ein Angebot aus Buffalo, die Dirigentenstelle des renommierten Gesangsvereins „Orpheus“ in der neuen „Music Hall Buffalo“ zu übernehmen. Buffalo war ein Zentrum deutschstämmiger Auswanderer in den USA, die hier ihre deutschen Traditionen, auch das deutsche Liedgut, weiterhin intensiv gepflegt haben. Am 22. November 1882 reiste er aus Deutschland aus und begann am 14. Dezember 1882 seine Dirigenten-Tätigkeit in Buffalo. 

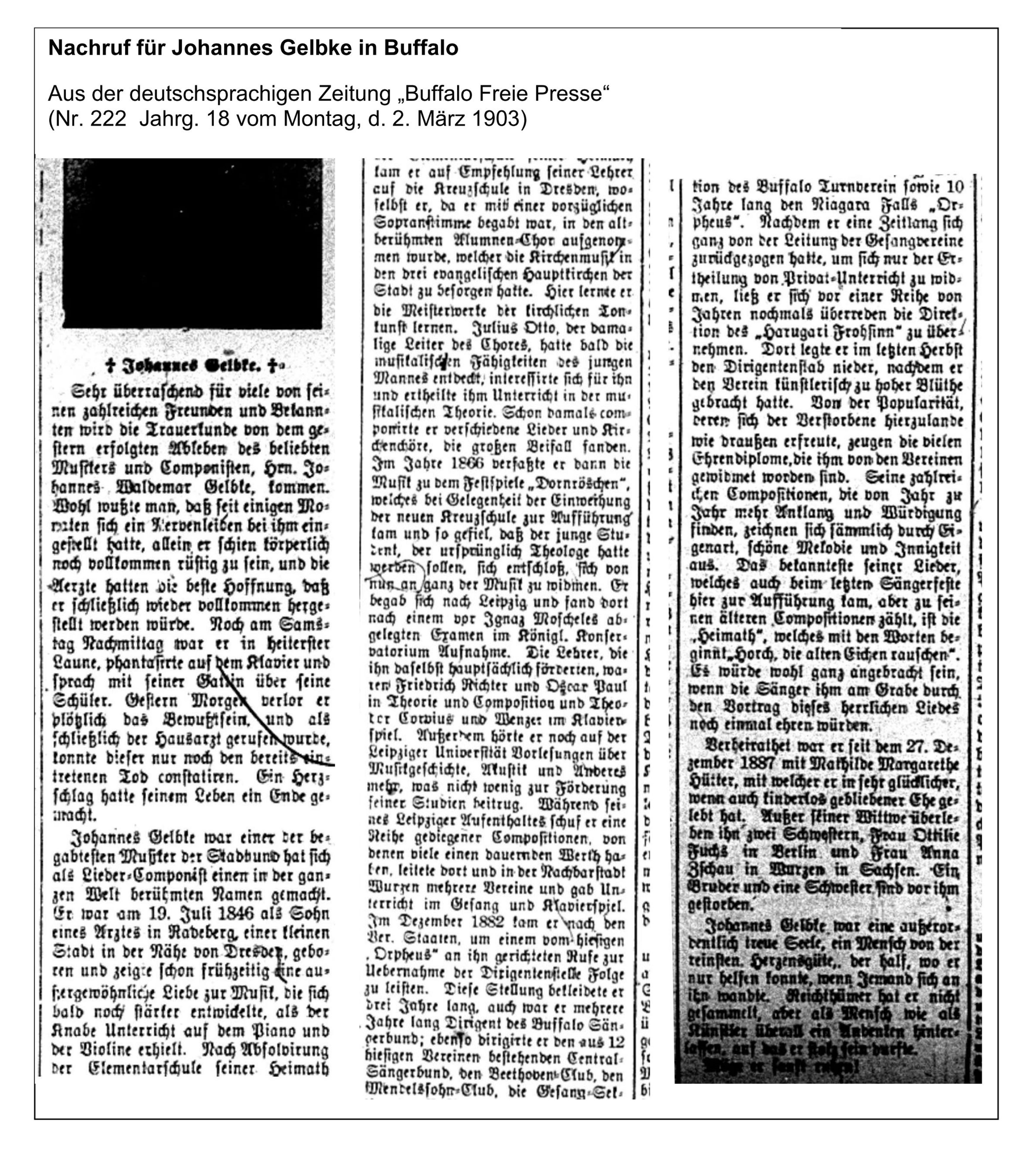
Nachruf und Würdigung Zeitung „Buffalo Freie Presse“ 2. März 1903

Die Heimstatt von Gelbkes Gesangverein „Orpheus“, die „New Music Hall Buffalo“, brannte im März 1885 ab, daraufhin übergab Gelbke im November 1885 die Leitung des Chores an Carl Adam. Mehrere Jahre war Gelbke Dirigent des „Buffalo Sängerbundes“, dirigierte auch den aus 12 regionalen Gesangsvereinen gebildeten „Central Sängerbund“, den „Mendelssohn Club“, den „Beethoven Club“, die „Gesangs-Sektion des Buffalo Turnvereins“  und viele andere Chöre bzw. Gesangsvereine. Von 1884 bis 1894 war er Dirigent des „Niagara Falls Orpheus“. Beim „23th North American Music Festival“ 1883 in Buffalo, an dem 72 Chöre mit 2.100 Sängern teilgenommen haben, dirigierte Gelbke mit großem Erfolg den Chor des Sängerbundes mit 600 Sängern. Er arbeitete auch für die „Liedertafel“ Buffalo. Als Direktor des renommierten Gesangsvereins „Harugari Frohsinn“ führte er diesen künstlerisch zu hoher Blüte. Sein Einkommen erwarb sich Gelbke als Privater Musiklehrer.
Am 27. Dezember 1887 heiratete er die 1856 in Buffalo geborene Mathilde geb. Hütter, Tochter einer deutschstämmigen Anwalts-Familie.
Johannes Gelbke verstarb am 1. März 1903 in Buffalo an einem Herzschlag. Die deutschsprachige Zeitung „Buffalo Freie Presse“ ehrte ihn bereits am 2. März 1903 mit einem ausführlichen Nachruf.

## Werke

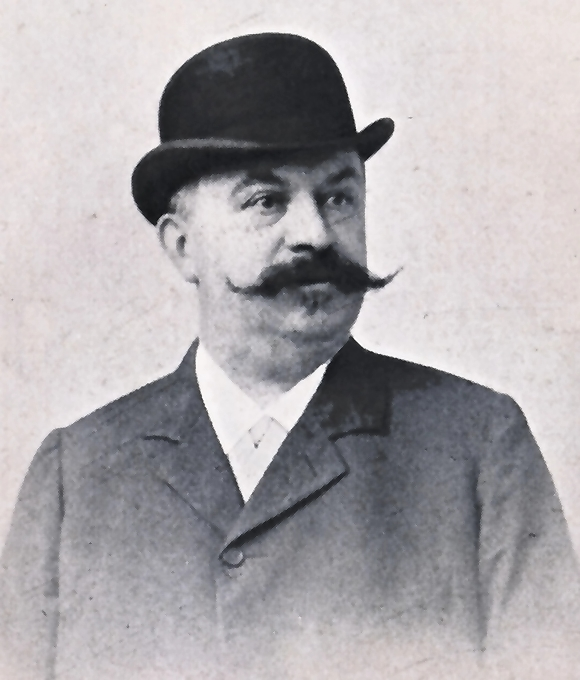
Emil Schimpke

Sein in Deutschland wohl bekanntestes Werk ist die Vertonung des Gedichtes „Heimkehr“ von Emil Schimpke, das noch heute vorwiegend unter dem Lied-Titel „Horch, die alten Eichen rauschen“ von Männer-Chören und -Quartetten gesungen wird. Entgegen anderen Quellen und Überlieferungen, nach denen Gelbke anlässlich eines späteren Besuches seiner Heimatstadt Radeberg diese Komposition geschaffen haben soll, hatte er bereits vor seiner Abreise aus Deutschland im November 1882 das Gedicht Heimkehr vertont, was durch ein von Gelbke handsigniertes und datiertes Notenblatt belegt ist. Schallplatten-Aufnahmen dieses Liedes sind bereits um 1910 von vielen deutschen Herstellern verlegt worden.

### Lied „Heimkehr“ bzw. „Horch, die alten Eichen rauschen“

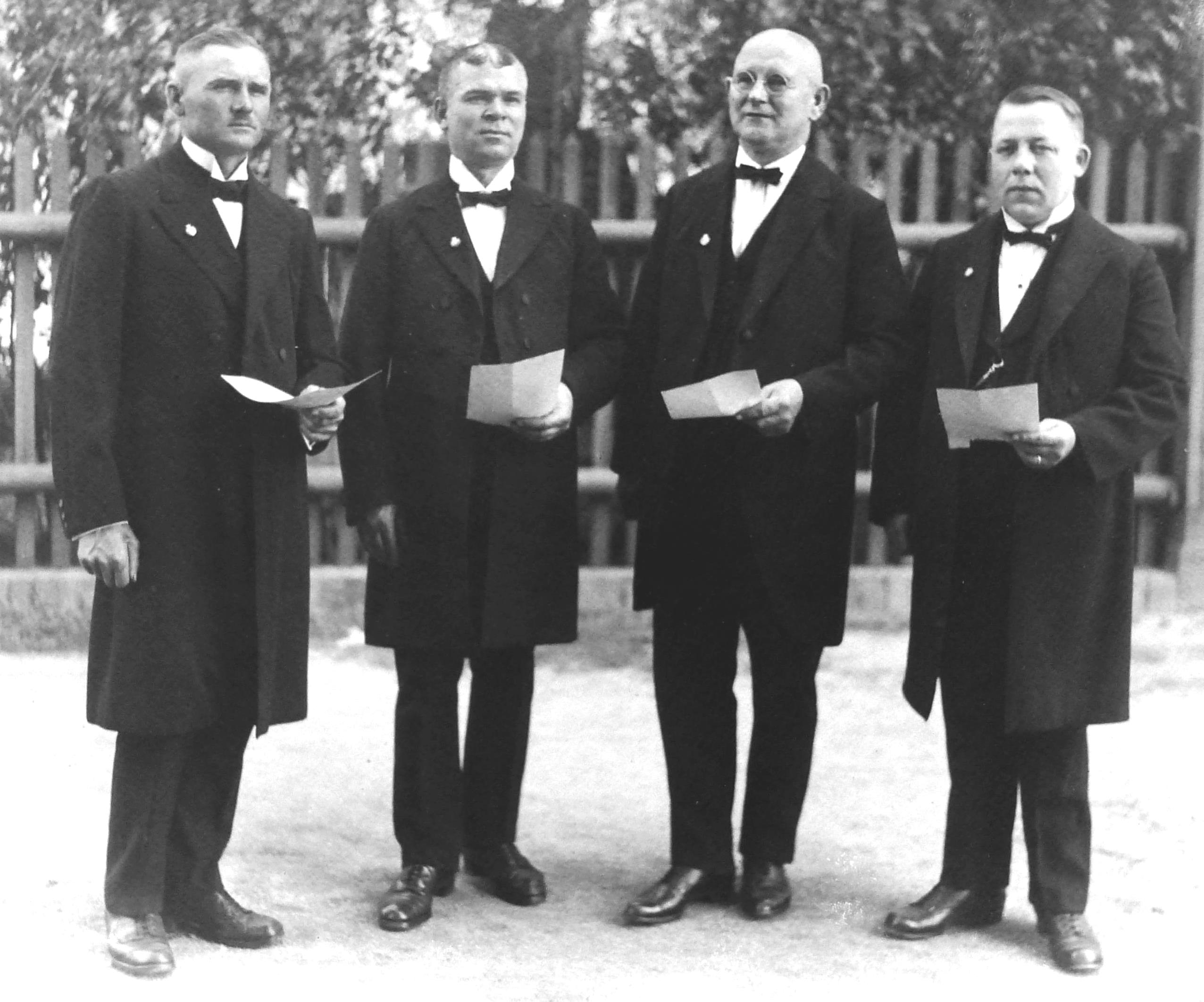
Quartett des „MGV Sächsische Glasfabrik“ Radeberg 1928, „Heimkehr“ war beliebtestes Stück; v. l. n. r.: Arthur Müller, Oskar Bitter, August Kuschke, Rudolf Krause

Dieses Lied Anhören:

Text: (Orthografie und Satz gemäß Original von Emil Schimpke in )

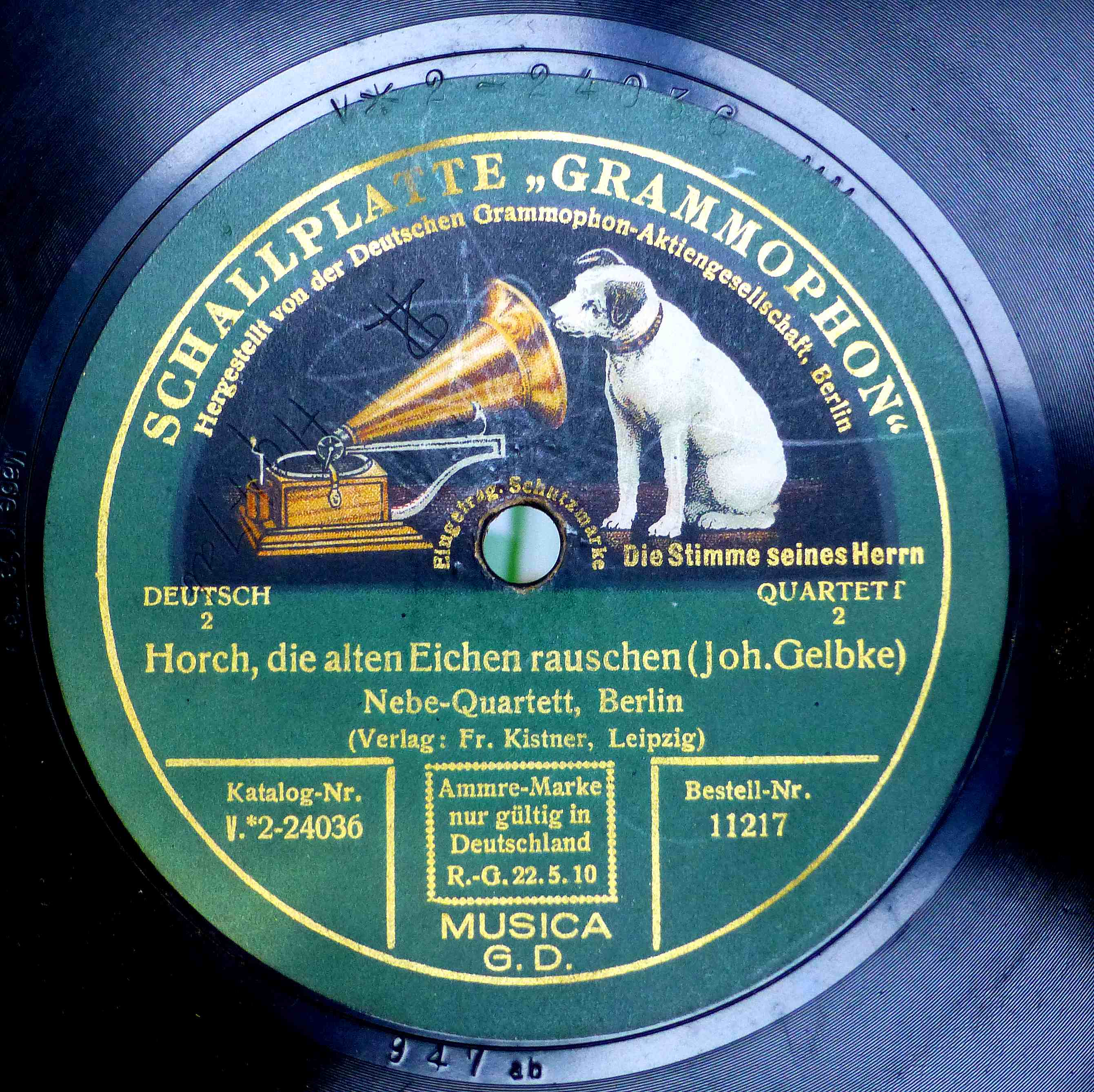
Label der Schellackplatte „Horch, die alten Eichen rauschen“, ca. 1910

Horch! Die alten Eichen rauschen
Immer noch dasselbe Lied;
Sonst ist alles anders worden,
seit ich aus der Heimat schied.
Mit Geleit zog ich von hinnen,
Fremd und einsam zieh ich her,
Herz, wie bist du voll von Sehnen!
Heimat, ach, wie bist du leer!
Nur die alten Kirchenglocken
Singen ihren frommen Sang,
Sonst hat Willkomm' mir geboten
Keiner lieben Stimme Klang,
Und kein glänzend Auge wünschte
Freundlich mir zur Heimkehr Glück.
Herz! Die Heimat ward zur Fremde,
Warum kehrtest du zurück?
Nur der Wald hat dir erhalten
Hinterm beerenreichen Haag
Wohlbekanntes Grünen, Blühen
Und den alten Finkenschlag;
Leises Flüstern, Jugendträume,
Heimisch Wehen, Herzensfried';
Und die alten Eichen rauschen
Immer noch dasselbe Lied!

### Weitere Werke
nach
- Dornröschen, Dramatische Kleinigkeit, nach Texten von Hermann Unbescheid
- 11 Vertonungen für Männerchöre (mit Bearbeitungen für Singstimmen und Piano), darunter neben „Heimkehr“ weitere 6 Gedichte von Emil Schimpke:
  - Auf hohem Berg Op. 6 Nr. 1
  - Scheidelied Op. 6 Nr. 2
  - Elfenreigen Op. 13
  - Sternennacht Op. 15
  - Heimkehr Op. 16 Nr. 1
  - Morgenlied Op. 20
  - Nachtgedanken,  ohne Nr
- Gruss an die Nacht Op. 7,  Text von H. Waldow
- Heldenfeier Op. 16 Nr. 1,  Text von Julius Sturm
- Ade Op. 18 Nr. 1,          Text von P. Schönfeld
- Fahnenlied Op. 18 Nr. 2    Text von Scholl
- „Jubilate Amen“ Op. 8, Hymne für Sopransolo, Männerchor und Orchester mit dem Text des irischen Nationaldichters Thomas Moore, neben anderen bereits 1856 von Max Bruch (Opus 3) vertont
- der 100. Psalm „Jauchzet dem Herrn“ Op. 17 für gem. Chor, Bläser, Pauken / Orgel
- Trauungsgesang für gemischten Chor Op. 12 nach Worten der Bibel, Ruth I
- div. Lieder für 4 und 5 Männerstimmen, Soli und Chor, Op. 9 – 11 und 19, nach Texten u. a. von  Joseph von Eichendorff

Über seine zahlreichen Kompositionen ab 1882 in Buffalo liegen keine konkreten Angaben vor.

## Würdigungen

### Sächsischer Elbgau-Sänger-Bund

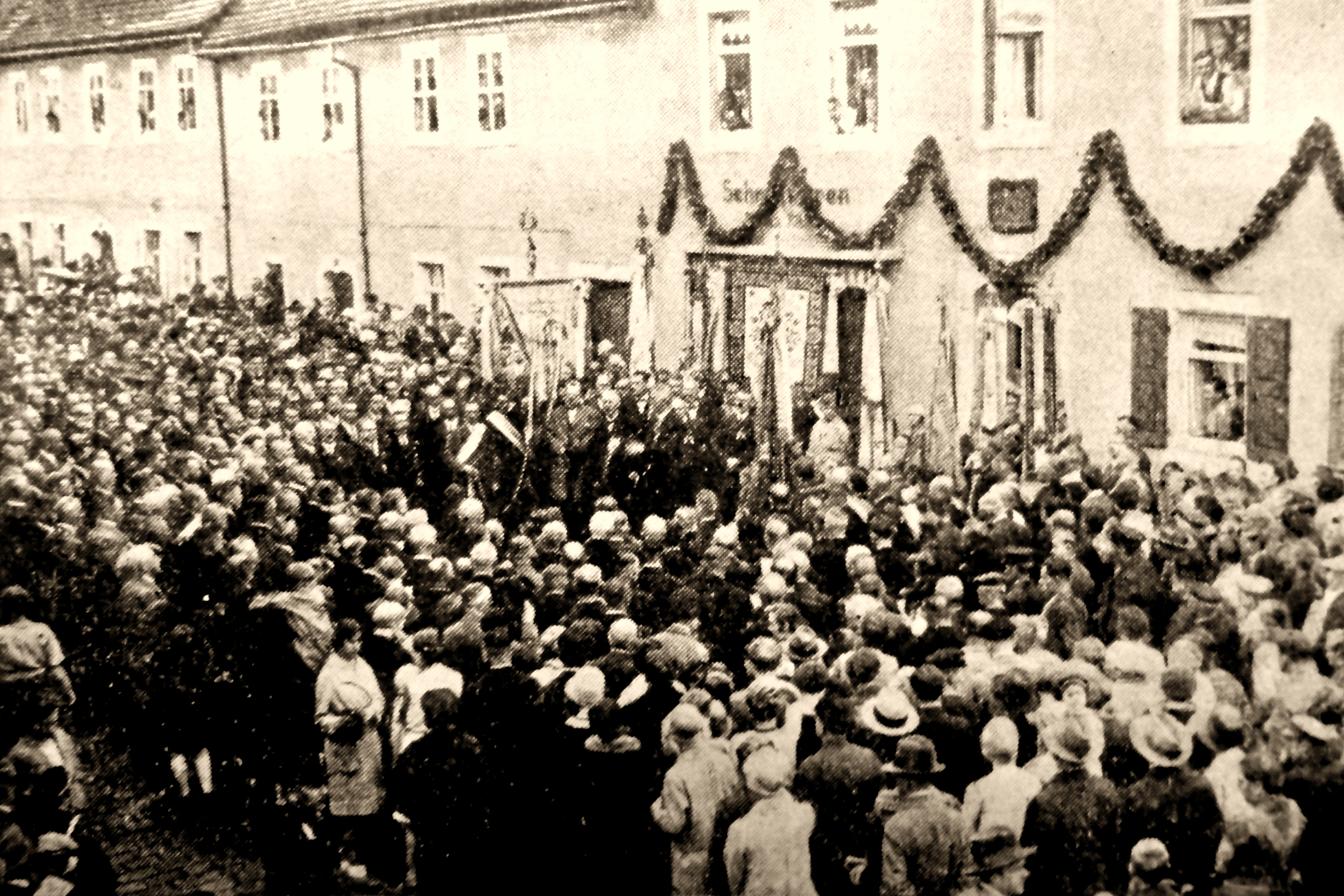
Weihe der Gedenktafel an Gelbkes Geburtshaus in Radeberg am 7. September 1930

Zum 40-jährigen Bestehen der „Gruppe Radeberg“ im Sächsischen Elbgau-Sänger-Bund ist am 7. September 1930 an seinem Geburtshaus in Radeberg eine bronzene Gedenktafel eingeweiht worden, die sich noch heute dort befindet.

### Gelbkehain
Anlässlich seines 100. Geburtstages wurde am 19. Juli 1946 in seiner Geburtsstadt Radeberg ein Park zu seinen Ehren in Gelbkehain umbenannt. Die Anlage befindet sich in der Innenstadt, unmittelbar am Lauf der Großen Röder. Ein ebenfalls 1946 errichteter Gedenkstein erinnert hier an Gelbke.

## Weiterführende Literatur
- Klaus Schönfuß: Johannes Gelbke (1846-1903), ein Radeberger Komponist geht nach Amerika; in: Radeberger Blätter zur Stadtgeschichte, Band 12, 2014; Hrsg.: Große Kreisstadt Radeberg in Zusammenarbeit mit der AG Stadtgeschichte
- Renate Schönfuß-Krause, Klaus Schönfuß: Radeberger Persönlichkeiten sind Sächsische Persönlichkeiten. Neuheiten & Fakten statt Fiktionen. Hrsg.: Eigenverlag teamwork-schoenfuss.de. Radeberg 2020. S. 91 ff.